# 상현중학교 (서울)
상현중학교(上峴中學校)는 대한민국 서울특별시 동작구 상도동에 있는 공립 중학교이다.

## 학교 연혁
- 1968년 8월 6일 : 상도여자중학교 설립 인가
- 1969년 3월 3일 : 개교식
- 1972년 1월 15일 : 제1회 졸업식
- 2001년 3월 1일 : 상도여자중학교에서 상현중학교로 교명 변경
- 2023년 2월 3일 : 제52회 졸업식 (졸업생 191명, 졸업생 누계 28,285명)
- 2023년 3월 1일 : 제18대 조현철 교장 취임
- 2023년 3월 2일 : 제55회 입학식 (신입생 172명)

## 참고 자료
- 상현중학교 - 한국교육학술정보원 학교알리미